# Melle van 't Wout
Melle van 't Wout (Laren, 18 febbraio 2000) è un pattinatore di short track olandese.

## Biografia
È nato nei Paesi Bassi. Quando aveva due anni la sua famiglia si trasferì a Bracebridge, in Canada. Dopo dieci anni passati all'estero la famiglia ha fatto ritorno ad Almere, nei Paesi Bassi. 
Ha iniziato a giocare a hockey su ghiaccio nel 2005 con il club Bracebridge Bears in Ontario, in Canada. All'età di otto anni ha iniziato a praticare lo short track presso il Barrie Speed Skating Club. Si è poi dedicato alla disciplina a livello agonistico dall'età di 14 anni nei Paesi Bassi. I suoi genitori non volevano che proseguisse con l'hockey su ghiaccio perché aveva subito troppi infortuni. L'allenatrice Wilma Boomstra di Sint Jacobiparochie vide un futuro nello short track per lui ed il fratello minore Jens van 't Wout.
Al Festival olimpico invernale della gioventù europea di Erzurum 2017, vinse la medaglia di bronzo nella staffetta mista con Hugo Bosma, Georgie Dalrymple e Sara van Zuijlen.
Ai mondiali juonior di Montréal 2019 ha guadagnato la medaglia d'argento nella staffetta 3000 metri con il fratello Jens van 't Wout, Sven Roes e Bram Steenaart.
Nel dicembre 2021 ha subito un infortunio alla schiena.
Si è laureato campione continentale a Danzica 2023 nella staffetta 5000 metri, gareggiando con i connazionali Itzhak de Laat, Friso Emons e Jens van 't Wout e nella staffetta mista 2000 m, con Itzhak de Laat, Suzanne Schulting, Jens van 't Wout, Xandra Velzeboer e Selma Poutsma.

## Palmarès
- Europei

Danzica 2023: oro nella staffetta 5000 m; oro nella staffetta mista 2000 m;
- Mondiali junior

Montréal 2019: argento nella staffetta 3000 m;
- Festival olimpico della gioventù europea

Erzurum 2017: bronzo nella staffetta mista;